# Interferon alfa 2b
Interferon alfa 2b (Intron-A) antivirusni lek je sa širokim opsegom indikacija, uklučujući viralne infekcije i kancere. Ovaj lek je razvilo preduzeće Biogen. Interferon alfa 2b je tip I interferon, koji se sastoji od 165 aminokiselina sa argininom u poziciji 23. Ovaj protein se proizvodi primenom rekombinantne DNK tehnologije. On je sličan interferonu koji izlučuju leukociti.

## Spoljašnje veze
|  | Molimo Vas, obratite pažnju na važno upozorenje u vezi sa temama iz oblasti medicine (zdravlja). |